# Mityana
Mityana ist eine Stadt in der Central Region in Uganda. Sie ist der Hauptort des Distrikt Mityana und ist eine Gemeinde innerhalb des Distrikts.

## Lage
Mityana liegt ungefähr 77 Kilometer auf der westlich von Kampala, Ugandas Hauptstadt und größte Stadt. Die Stadt liegt etwa auf halber Strecke zwischen Kampala und Mubende an dem Kampala–Mubende Highway, die Ugandas Hauptstadt mit der Stadt Fort Portal in der Western Region verbindet.

## Bevölkerung
Im August 2014 bezifferte eine Volkszählung die Einwohnerzahl auf 95.428.

## Religion
In der Stadt befindet sich ein Sitz des römisch-katholischen Bistum Kiyinda-Mityana. Der Schweizer Architekt Justus Dahinden plante 1964/1972 den Mityana Pilgrims’ Centre Shrine in Mityana.

## Persönlichkeiten
- Frank Habineza (* 1977), ruandischer Politiker